# بلفاست الشرقية (دائرة انتخابية في المملكة المتحدة)
بلفاست الشرقية (بالإنجليزية: Belfast East)‏ هي إحدى الدوائر الانتخابية في المملكة المتحدة الممثلة في مجلس العموم في برلمان المملكة المتحدة.
عضو البرلمان الذي يمثلها حالياً هو :Rt Hon Peter Robinson (DU).